# Wolga-Ostsee-Kanal
Der Wolga-Ostsee-Kanal, auch Wolga-Baltik-Kanal genannt, im Nordwesten Russlands ist ein Teil des Wasserweges vom Kaspischen Meer zur Ostsee bzw. zum Weißen Meer. Er verbindet mit 7 Schleusen die Wolga mit der Newa (Russland, Nordosteuropa).

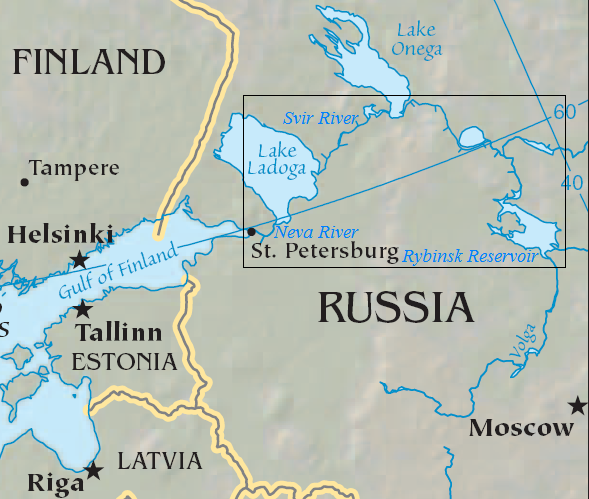
Karte: Wolga-Ostsee-Kanal im Rechteck

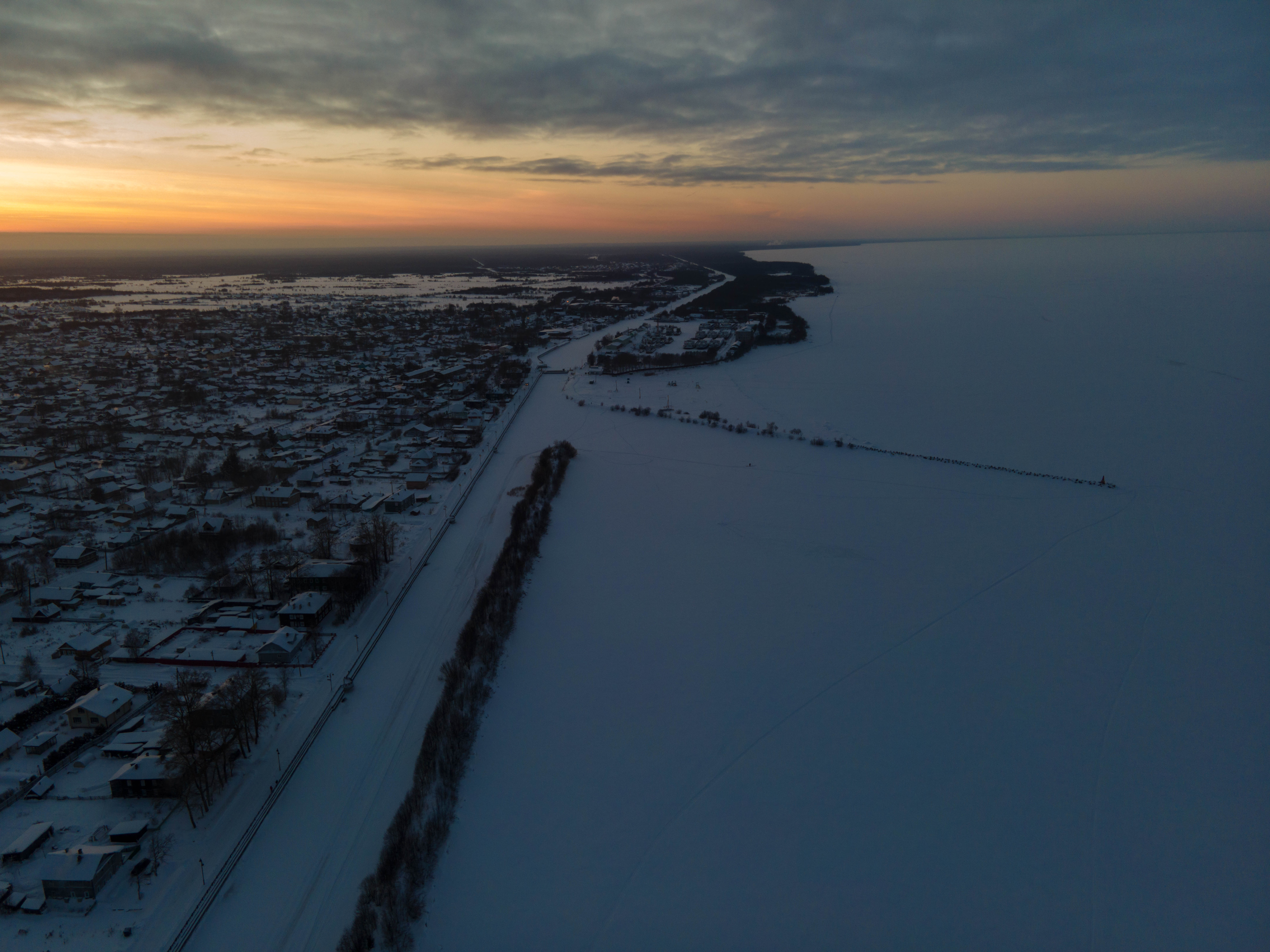
Der Umgehungskanal bei Belosersk

Die Wasserstraße beginnt an ihrem östlichen Ausgangspunkt bei Tscherepowez am Rybinsker Stausee und folgt zunächst dem Lauf der Scheksna in Richtung Weißer See (Beloje ozero). 1846 wurde südlich und westlich um den See der Beloserski-Kanal als Umgehungskanal eröffnet. Die Überquerung des Sees war zuvor wegen Untiefen und Stürmen gefährlich gewesen. Weiter in nördlicher Richtung führt der Wolga-Ostsee-Kanal zum Onegasee, den er am Südufer als Onegakanal umgeht. Danach verläuft die Wasserstraße in westlicher Richtung durch den Fluss Swir zum Ladogasee, den sie am Südufer als Ladogakanal umgeht. Westlich des Sees mündet der Wolga-Ostsee-Kanal bei Schlüsselburg in die Newa über und erreicht über Sankt Petersburg die Ostsee.
Mit dem Bau eines Kanalsystems wurde bereits im 18. Jahrhundert unter Peter I. begonnen. Verbindende Kanäle wurden von François Sainte de Wollant gebaut. Die größte Stadt am Kanal ist das am Nordufer des Rybinsker Stausees liegende Tscherepowez. Es gab bis 39 Schleusen. Nach der Erneuerung 1964 waren es noch 7 Schleusen.
Vom Onegasee zweigt in Richtung Norden der Weißmeer-Ostsee-Kanal  ab, der durch den Wygsee  zum Weißen Meer führt.